# Grammorhoe fasciata
Grammorhoe fasciata är en fjärilsart som beskrevs av Hans-Joachim Hannemann 1917. Grammorhoe fasciata ingår i släktet Grammorhoe och familjen mätare. Inga underarter finns listade i Catalogue of Life.